# 진달래손전화기공장
진달래 손전화기 공장은 조선민주주의인민공화국에서 창립된 기업으로써 특히 스마트폰이나 혹은 그러한 태블릿 PC를 제작 하는 기업으로 하나이다.

## 개요
진달래 손전화기 공장은 내나라 사이트에 나온바대로 만경대 무역 회사에서 운영하는 기업으로써 특히 스마트폰등 전화기를 생산하고 전자 제품을 생산하는 곳이다. 
무역법은 대외무역을 확대하기 위해 국가납부금이나 관세의 합리적 조절, 장려금의 적용 등과 같은 무역촉진정책을 담고 있으며 예컨대 수출기지를 새로 조성하거나 첨단기술제품 즉 마이크로프로세서나 컴퓨터, 소프트웨어, TV 등 국제시장에서 경쟁력이 높은 제품을 개발하여 판로를 개척한 무역회사에게는 특혜를 주도록 하고 있다. 
일반 경제단위가 국제시장에서 경쟁력이 있는 새로운 제품, 기술, 서비스 원천을 개발하였을 경우 무역거래자격을 받을 수 있도록 했으며 전문 국영무역회사에 의한 독점체제를 무너뜨리고 무역의 주체를 확대하면서 일정한 조건을 마련한 북한의 기관, 기업소, 단체는 모두 무역회사 설립을 신청할 수 있도록 하면서 북한 무역관리체제의 자율성을 높였다.
진달래 손전화기 공장도 그중 하나이며 첨단기술제품, 즉 마이크로프로세서나 스마트폰과, 태블릿 PC 등을 설계 및 개발을 하고 있으며 이것을 가지고 외국에 판촉행사를 하거나 혹은 시장판매를 주도로 하고 있다.
특히 반도체 패키징이나 혹은 조립을 맡는 곳이기도 하며 특히 팹리스 기업이기도 함을 알수가 있어서 진달래 손전화기 공장에서 팹리스 설계를 직접적으로 맡고 있다.

## 생산품
현재 조선민주주의인민공화국에서 생산하는 생산 스마트폰은 진달래-3 스마트폰과 진달래-6 스마트폰을 생산을 하고 있으며 팹리스 반도체 기업 등 많은 스마트폰 혹은 피처폰 종류와 OEM 생산을 하고 있고 특히 마이크로프로세서 설계를 맡고 있는 가운데 현재 프로그램 설계 및 PCB 회로도 설계를 하고 있다.
조선중앙TV에서도 진달래 손전화기 공장에 반도체 패키징일을 맡는 장면이 나와 이를 확인하고 있으며 리철호가 사업하는 기계 공장이나 혹은 평양 집적회로 시험 공장에서 진달래 손전화기 공장으로 넘어와서 패키징 사업을 하고 있다.
더군다나 스마트폰의 마이크로프로세서는 미디어텍 제품을 사용하여 스마트폰에 장착하여 사용을 하고 있고 이를 보급하고 있는 단계까지 오고 있다.
특히 프로그램 설계와 함께 군수용 제품들도 생산을 하고 있을 것으로 알려져 있다는 것이고 연간 수십만 대의 생산 능력을 갖춘 공장에는 무인화 된 생산공정들과 제품 포장 공정, 검사 공정이 갖추어져 있다.
현재 진달래 손전화기 공장에서 생산하는 스마트폰은 진달래-3 스마트폰과 진달래-6 스마트폰을 생산을 하고 있고 곧 차후에 진달래-7 스마트폰을 생산을 하려고 하고 있다.

## 논란과 의혹

### 조선 부강 무역회사와 백송 무역회사로 통한 소프트웨어 혹은 하드웨어 거래
조선민주주의인민공화국은 백송 무역회사를 통한 국가과학원 전용 무역회사를 통하여 소프트웨어 혹은 마이크로프로세서와 팹리스 사업을 통한 거래를 하고 있다고 포항공대 박찬모 교수께서 직접 증언을 하였으며 특히 이것으로 통한 자체 수익사업을 벌이고 있다.
특히 백송 무역회사뿐만 아니라 룡봉총회사를 통한 조선부강무역회사는 리철호가 사업하는 기계 공장과 89호 집적회로 공장을 소유하고 있으며 비로봉 무역회사는 Glocom을 소유하고 있다.
그만큼 현재 무역회사를 통한 소프트웨어나 하드웨어 즉 마이크로프로세서를 거래하고 있다는 정황이 포착이 되고 있다.